# 新日本科学
株式会社新日本科学（しんにほんかがく、英: SHIN NIPPON BIOMEDICAL LABORATORIES,LTD.、略称: SNBL）は、鹿児島県鹿児島市宮之浦町に本社を置く東証プライム上場企業。アメリカをはじめ世界に展開するグローバルバイオ企業である。

## 概要
1957年に国内初の医薬品開発業務受託機関（CRO）として創業した。当初は、非臨床事業に特化したCROであったが、1992年に臨床事業に参入、また、1999年に日本企業として最初に米国ワシントン州に非臨床試験研究施設を建設した。臨床事業は、2015年に会社分割し、グローバル臨床CROであるPharmaceutical Product Development, LLC.（PPD社）と合弁会社、株式会社新日本科学PPDを設立し、主に国際共同治験の受託事業を展開している。
1997年には、トランスレーショナル リサーチ事業部門を設置し、独自に開発した経鼻製剤投与プラットフォーム技術「SMART（Simple MucoAdhesive Release Technology）」を確立するとともに、大学発バイオベンチャーを複数サポートし、その中でもハーバード大学教授らと開設した WAVE Life Sciences Ltd.（現在は重要投資先）は、 2015年に米国NASDAQ市場に上場、Pfizer社をはじめとする世界大手製薬企業とのライセンス契約に成功している。このSMARTに基づいた第一号成果として連結子会社である米国Satsuma社が開発した経鼻片頭痛が2025年4月に米国FDAより販売承認を取得している。
2004年には、鹿児島県指宿市のグリーンピア指宿（厚生年金基金施設103万坪）を取得し、メディポリス指宿と改名。この自然資本（約9割が森林）を活用して、発電事業（地熱発電と温泉発電）とホスピタリティ事業（リゾートホテル「別邸 天降る丘」の運営）をメディポリス事業として展開している。
なお、当社のCROの特徴は、CROとして唯一構築できている自社グループ内における実験用 NHP繁殖・供給体制とサプライチェーンマネジメントである。これにより安定的に実験用NHPを供給できること、およびこれまでの国内外における創薬支援の実績と信頼から、新たな創薬モダリティの研究開発における製薬企業の開発パートナーとしての評価が高まっている。大手製薬企業との創薬段階（分析）における包括的研究開発受託事業やコンサルテーションも好評で、「ダントツの CRO」としてクライアントから第一に指名される存在になることを目指し、顧客ニーズを満たすさまざまな取組みを推進している。2026年3月期第一四半期にはグローバルメガファーマ１社から新たにプリファードベンダー認定を取得している。

## 所在地
- 鹿児島本社 - 鹿児島県鹿児島市
- 東京本社 - 東京都中央区

## 沿革
- 1957年 - 鹿児島市で南日本ドッグセンター（動物病院併設）を創業。
- 1973年 - 株式会社日本ドッグセンターを設立（法人化）。
- 1974年 - 商号を株式会社新日本科学に変更。
- 1997年 - 和歌山県海南市に薬物動態試験施設を建設。
- 2004年 - 東証マザーズに上場。
- 2005年 - メディポリス事業を開始。
- 2007年 - カンボジアに実験用NHP繁殖施設を建設。
- 2008年 - 東京証券取引所1部へ指定替え。
- 2015年 - 合弁会社 新日本科学PPDを設立。
- 2022年 - 東証 プライム市場に移行。株式会社イナリサーチを連結子会社化。
- 2023年 - 米Satsuma社を連結子会社化。
- 2024年 - 株式会社イナリサーチを株式会社新日本科学イナリサーチセンターへ商号変更
- 2025年 - 米Satsuma社の経鼻片頭痛薬「Atzumi」がFDAの販売承認を取得

## 新日本科学グループ
連結子会社
- SNBL U.S.A., Ltd.
- 株式会社新日本科学イナリサーチセンター
- 株式会社SNLD
- 株式会社Gemsekiインベストメント
- 新日本科学(亜州)有限公司
- SHIN NIPPON BIOMEDICAL LABORATORIES (CAMBODIA) LIMITED
- ANGKOR PRIMATES CENTER INC.
- TIAN HU (CAMBODIA) ANIMAL BREEDING RESEARCH CENTER Ltd.
- University Medicines International, LLC.
- 株式会社CLINICAL STUDY SUPPORT
- Ruika Therapeutics, Inc.
- 株式会社メディポリス
- 株式会社メディポリスエナジー
- FREESIA HD, INC.
- SNBLアセットマネジメント株式会社
- ふれあい・ささえあい株式会社

関連会社　/ 重要投資先
- 新日本科学PPD
- 肇慶創薬生物科技有限公司
- WAVE Life Sciences Ltd.